# Castell de Torroella de Montgrí
Castell de Torroella de Montgrí är ett slott i Spanien.   Det ligger i provinsen Província de Girona och regionen Katalonien, i den östra delen av landet, 600 km öster om huvudstaden Madrid. Castell de Torroella de Montgrí ligger 296 meter över havet.
Terrängen runt Castell de Torroella de Montgrí är platt västerut, men österut är den kuperad. Castell de Torroella de Montgrí ligger uppe på en höjd. Runt Castell de Torroella de Montgrí är det ganska tätbefolkat, med 124 invånare per kvadratkilometer. Närmaste större samhälle är Torroella de Montgrí, 1,1 km söder om Castell de Torroella de Montgrí. 